# Estação Globo
Estação Globo foi um programa brasileiro apresentado por Ivete Sangalo, exibido durante as tardes de domingo, que estreou em 26 de dezembro de 2004 e terminou em 18 de janeiro de 2009, pela TV Globo.
A edição de 2006 do Estação Globo contou com cinco programas dominicais com diversos músicos como convidados. Na edição de 2004, foram quatro programas com temas infantil, grandes sucessos, rock e músicas de novela. Ivete apresentou o programa em 2009. Foi substituído no ano seguinte pelo programa Esquenta!. 